# Gótico mendicante

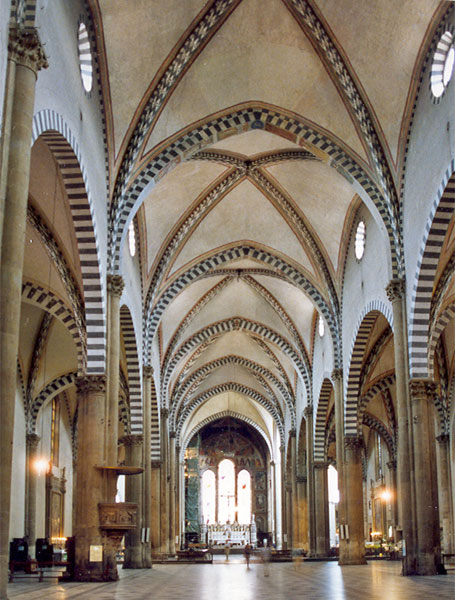
Interior da igreja dominicana de Santa Maria Novella (séc. XIII), em Florença.

O termo gótico mendicante refere-se à arquitetura gótica praticada pelas ordens mendicantes — franciscanos e dominicanos — durante a Idade Média. Apesar de não ser um estilo arquitetônico propriamente dito, "gótico mendicante" é um termo usado com frequência em Portugal para os edifícios religiosos que seguem os modelos popularizados pelas ordens mendicantes no país.

## Contexto
A arquitetura das ordens mendicantes aparece no século XIII, com o surgimento e expansão das ordens dos franciscanos e dominicanos pela Europa. Essa é também a época em que o estilo gótico, surgido no norte da França, expandia-se por todo o continente. Seguindo o ideal de simplicidade e pobreza que os caracterizava, os frades mendicantes construíram igrejas e conventos com uma arquitetura clara e formas básicas, sem os excessos decorativos característicos da arquitetura gótica do norte da Europa.

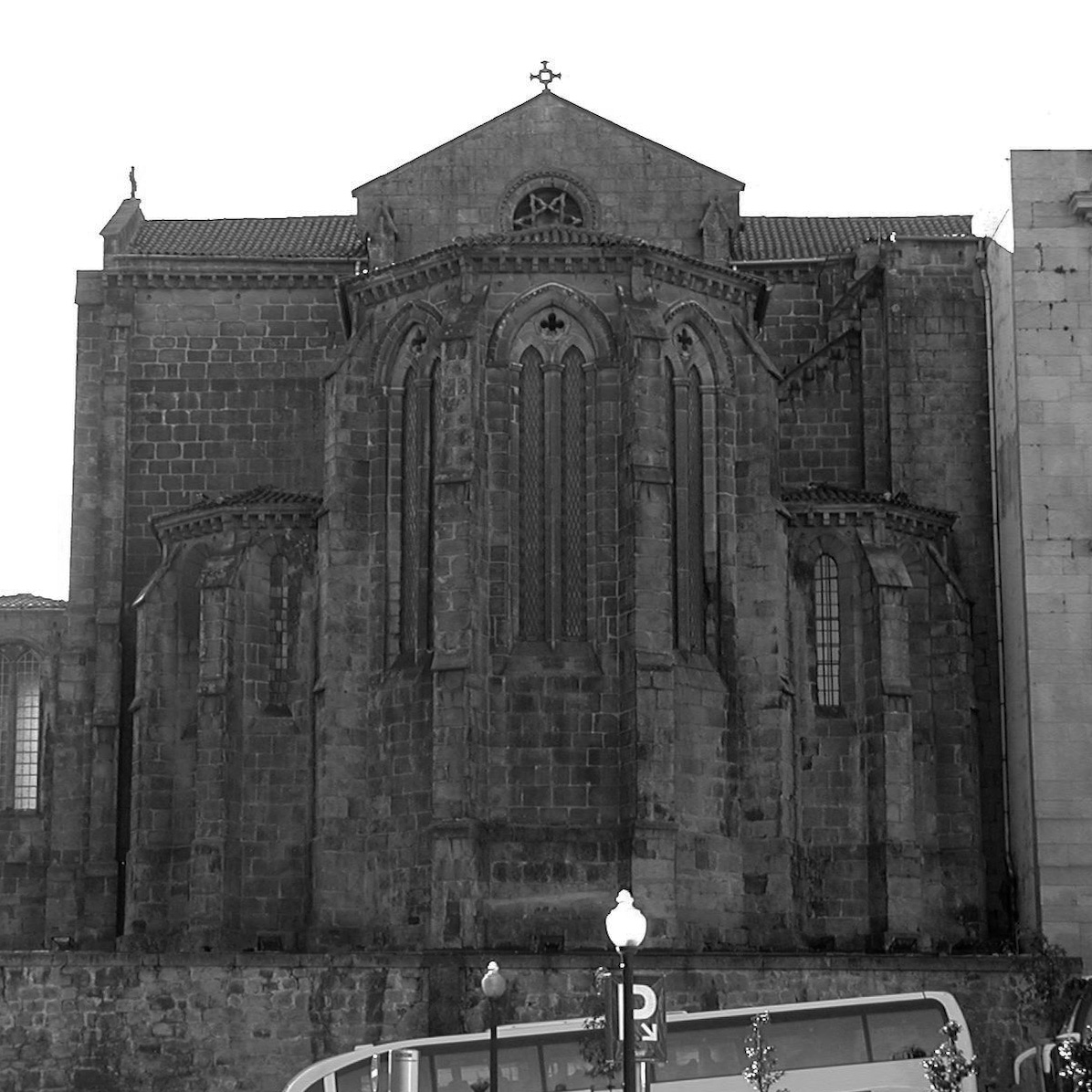
Cabeceira da Igreja de São Francisco do Porto (séc. XV), ilustrando as características do gótico mendicante: transepto com rosácea sobre a entrada da capela principal; três capelas escalonadas poligonais, sustentadas por contrafortes e iluminadas por grandes janelões góticos.

Na Itália, um dos primeiros exemplos da aplicação destes ideais à arquitetura é a Basílica de São Francisco de Assis, começada por volta de 1228. A igreja superior da basílica é um edifício de nave única com grandes janelas de perfil gótico que iluminam o interior. Um transepto e cabeceira poligonal ocupam a parte leste da igreja, enquanto todo o edifício é coberto com abóbada de cruzaria de ogivas em pedra. A decoração arquitetônica é escassa e está baseada em pinturas afresco nas paredes. No exterior, a igreja também tem pouca decoração, sem a variedade de pináculos, torres e estatuária típicas da arquitetura gótica do norte da Europa. Igrejas construídas subsequentemente pelas ordens mendicantes em Florença, Bolonha e outros lugares da Itália passaram a usar o corpo de três naves, mas o gosto pela decoração arquitetônica modesta prevaleceu.

## Em Portugal
Em Portugal as ordens mendicantes chegaram ainda no início do século XIII. A partir desta época e especialmente durante o reinado de D. Dinis I (1279-1325), vários conventos franciscanos e dominicanos foram construídos por todo o país. Como modelo para suas igrejas, as ordens mendicantes utilizaram um modelo semelhante ao da Igreja de Santa Maria do Olival, erguida em meados do século XIII em Tomar pelos cavaleiros da Ordem dos Templários. Outra influência para a arquitetura mendicante foi a austeridade artística da Ordem de Cister, representada em Portugal especialmente pelo Mosteiro de Alcobaça.
Estas igrejas mendicantes portuguesas seguiam em geral o seguinte esquema: corpo de três naves e cinco tramos, coberto por tecto de madeira; transepto saliente; cabeceira coberta por abóbada de cruzaria de ogivas com três ou cinco capelas escalonadas. Os espaços internos estão claramente delineados no exterior: a fachada principal possui um corpo central mais alto (correspondendo à nave central) com empena triangular e rosácea ao centro. Outra rosácea posiciona-se sobre o arco triunfal da capela principal. As primeiras destas igrejas conventuais foram construídas em Santarém, como a Igreja de São Francisco e a de São Domingos (destruída no século XIX). Ao longo dos séculos XIV e XV esse modelo expandiu-se a outras igrejas conventuais por todo Portugal, como a Igreja de Santa Clara de Santarém, a Igreja de São Domingos de Elvas, a Igreja de São Francisco do Porto, a Igreja de Santa Clara-a-Velha em Coimbra e muitas outras. Esta última igreja tem a particularidade de ter a nave com abóbadas de pedra ao invés de cobertura de madeira. Além das igrejas da ordens de franciscanos e dominicanos, a arquitetura mendicante foi aplicada na construção dos templos cisterciences e carmelitas, como no Convento de Santa Maria de Almoster em Santarém (cisterciense feminino), o Mosteiro de São Dinis de Odivelas (cisterciense feminino) e no Convento do Carmo de Lisboa.
Nos séculos XIV, XV e até os inícios do século XVI, em pleno manuelino, as igrejas paroquiais portuguesas também seguiram o modelo de Santa Maria do Olival de Tomar e das ordens mendicantes. Exemplos abundam de norte a sul do país e incluem as igrejas matrizes de Mafra, Lourinhã, Golegã, Loulé e muitas outras.